# سوتوگاهاما، آئوموری
سوتوگاهاما، آئوموری (به لاتین: Sotogahama, Aomori) یک منطقهٔ مسکونی در ژاپن است که در Higashitsugaru District واقع شده‌است. سوتوگاهاما ۲۳۰٫۲۹ کیلومتر مربع مساحت و ۶٬۰۱۲ نفر جمعیت دارد.